# Jan Bromirski
Jan Bromirski herbu Pobóg (zm. w 1732 roku) – podkomorzy wyszogrodzki.
Syn Wiktora. Żonaty z Zofią z Komońskich i Zofią z Kępskich, z którą miał syna Adama.
Poseł na sejm lubelski 1703 roku, był z sejmu deputatem do kwarty rawskiej. Jako poseł ziemi wyszogrodzkiej był uczestnikiem Walnej Rady Warszawskiej 1710 roku. Poseł na sejm z limity 1719/1720 roku z ziemi wyszogrodzkiej.